# Milo Winter

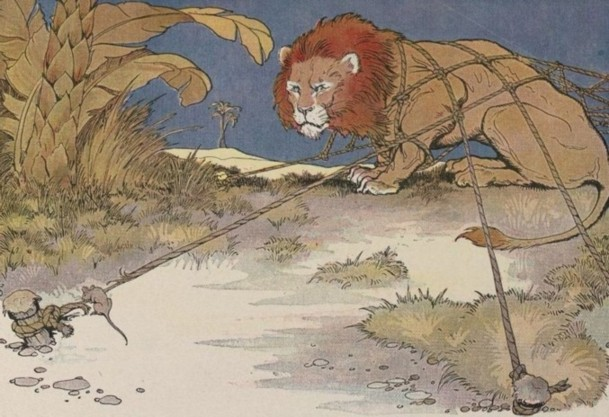
El león y el ratón, ilustración de Milo Winter de 1919, Antología de Esopo.

Milo Winter (Princeton, Illinois, 7 de agosto de 1888 - 15 de agosto de 1956) fue un ilustrador de libros estadounidense, que produjo obras para las ediciones de Las fábulas de Esopo, Arabian Nights, Alicia en el País de las Maravillas, Los viajes de Gulliver, y otros cuentos.
Nació en Princeton, Illinois, y se formó en la Escuela de Chicago del Instituto de Arte. Vivió en Chicago hasta principios de 1950, cuando se trasladó a Ciudad de Nueva York. De 1947 a 1949, fue el editor de arte de los libros Childcraft y desde 1949, fue editor de arte en la división de tiras de película de Silver Burdett Company.

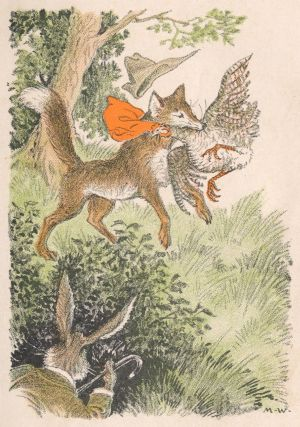
Ilustración de Milo Winter para el Doctor conejo y el zorro, de Thomas Clark Hinkle.